# Mercedes-AMG F1 W10 EQ Power+
O Mercedes-AMG F1 W10 EQ Power+ é o modelo da Mercedes para a temporada de Fórmula 1 de 2019, é pilotado por Lewis Hamilton e Valtteri Bottas.
Esse modelo conquistou o título do Mundial de Construtores antecipadamente no Grande Prêmio do Japão.

## Desenvolvimento e testes
A Mercedes, segundo o site oficial, menciou que o carro ficou em projeto 16 meses antes de seu lançamento ao público, onde foram marcadas das mais variadas reuniões para o futuro carro da equipe alemã, na qual teve que fazer um teste rigoroso a cada componente do modelo (ex: transmissão, refrigeração, etc.), e também, por causa da nova regulamentação, o carro mudou muito em comparação de seu modelo anterior. 